# Bon Jovi (album)
Bon Jovi debitantski je album američkog rock sastava Bon Jovi. Objavljen je 1984. godine. Album im je donio prvu veliku turneju. Osim dvaju veoma uspješnih singlova "Runaway" i "She Dont Know Me", sastav jako rijetko uživo izvodi bilo koju drugu pjesmu s albuma.
Do današnjeg dana album se prodao u više od 4 milijuna primjeraka u svijetu te dva milijuna u Americi. 

## Popis pjesama
1. "Runaway" (Jon Bon Jovi, George Karak) – 3:50
2. "Roulette" (Bon Jovi, Richie Sambora) – 4:41
3. "She Don't Know Me" (Mark Avsec) – 4:02
4. "Shot Through The Heart" (Bon Jovi, Jack Ponti) – 4:25
5. "Love Lies" (Bon Jovi, David Rashbaum) – 4:09
6. "Breakout" (Bon Jovi, Rashbaum) – 5:23
7. "Burning For Love" (Bon Jovi, Sambora) – 3:53
8. "Come Back" (Bon Jovi, Sambora) – 3:58
9. "Get Ready" (Bon Jovi, Sambora) – 4:08

## Osoblje
Bon Jovi
- Jon Bon Jovi – vokali, gitara
- David Bryan – klavijature, prateći vokali
- Richie Sambora – gitara, prateći vokali
- Alec John Such – bas-gitara, prateći vokali
- Tico Torres – bubnjevi, udaraljke

Dodatni glazbenici
- Roy Bittan – klavijature
- Frankie La Rocka – bubnjevi
- Hugh McDonald – bas-gitara
- Tim Pierce – gitara
- Mick Seeley - prateći vokali
- Aldo Nova
- Chuck Burgi
- David Grahmme
- Doug Katsaros

Ostalo osoblje
- Larry Alexander
- Jeff Hendrickson
- John Bengelshmy